# São Matias (Évora)
São Matias é uma localidade  do Município de Évora de cuja sede dista cerca de 10 km. 
Sede da extinta freguesia rural, integra a antiga freguesia de Nossa Senhora de Guadalupe, atualmente na União das Freguesias de Nossa Senhora da Tourega e Nossa Senhora de Guadalupe.

## História
As suas origens remontam ao século XVI, data em que terá sido fundada como comenda de São Pedro.
Aquando das invasões francesas, em 1808, foi a igreja paroquial desta freguesia saqueada pelas tropas do general Louis Henri Loison.
A freguesia foi extinta nos primeiros anos do século XX, sendo anexada a Nossa Senhora da Graça do Divor.
O território que compunha a antiga freguesia de São Matias foi desanexado em 1985, passando a integrar a nova freguesia de Nossa Senhora de Guadalupe.

## Património
- Escola Primária de São Matias
  - Antigo Centro Ambiental de S. Matias - Centro de Estudos da Avifauna Ibérica  que ocupou a antiga escola primária.
  - 100% ADN - Associação juvenil eborense, equiparada a ambiental pela Agência Portuguesa do Ambiente, atualmente ocupa o espaço por contrato de cedência da C.M. Évora.
- Cemitério
- Paróquia de S.Matias